# پزوی تبدیل‌پذیر کوبا
پزوی تبدیل‌پذیر کوبا (به انگلیسی: Cuban convertible peso) (به زبان بومی: peso cubano convertible) با کد ایزوی CUC، یکای پول رایج در کشور کوبا است. مسئولیت کنترل این واحد پولی برعهدهٔ بانک مرکزی کوبا قرار دارد.